# Nowaja Raczejka
Nowaja Raczejka (ros. Новая Рачейка) – wieś (sieło) w Rosji, w obwodzie samarskim, w rejonie syzrańskim. W 2010 liczyła 770 mieszkańców.